# Le Lac (Nouveau-Brunswick)
Pour les articles homonymes, voir Le Lac.
 (avril 2023).
Si vous disposez d'ouvrages ou d'articles de référence ou si vous connaissez des sites web de qualité traitant du thème abordé ici, merci de compléter l'article en donnant les références utiles à sa vérifiabilité et en les liant à la section « Notes et références ».
Le Lac est un quartier du village canadien de Memramcook, au Nouveau-Brunswick. Il est situé sur la rive gauche de la rivière Memramcook, au bord du lac de Memramcook, à l'orée du bois de l'Aboujagane.